# Blasphemy (album)
Pour les articles homonymes, voir Blasphemy.
Albums par Apollo Brown
Thirty Eight
(2014) Words Paint Pictures
(2015)
Albums par Ras Kass
A.D.I.D.A.S. (All Day I Dream About Spittin)
(2010) Intellectual Property: SOI2
(2016)
Singles
1. H2O
Sortie : 2014
2. Humble Pi
Sortie : 2014

Blasphemy est un album collaboratif d'Apollo Brown et Ras Kass, sorti le 28 octobre 2014.

## Liste des titres
| No  | Titre                                                            | Contient un (des) sample(s) de                 | Durée |
| --- | ---------------------------------------------------------------- | ---------------------------------------------- | ----- |
| 1.  | Next Caller                                                      |                                                | 1:23  |
| 2.  | How to Kill God                                                  | Get Out of My Life, Woman de Lee Dorsey        | 4:51  |
| 3.  | H2O (featuring Pharoahe Monch et Raaka Iriscience)               | The Way We Were de Barbra Streisand            | 4:41  |
| 4.  | Please Don't Let Me                                              | Don't Let Me Be Misunderstood                  | 3:43  |
| 5.  | Strawberry                                                       |                                                | 3:15  |
| 6.  | Giraffe Pussy (featuring Bishop Lamont, Royce da 5'9" et Xzibit) |                                                | 4:18  |
| 7.  | Roses (featuring 4 Rax)                                          | The Makings of You de Gladys Knight & the Pips | 3:47  |
| 8.  | Deliver Us From Evil                                             |                                                | 3:45  |
| 9.  | Too Much of a Good Thing (featuring Larlna)                      |                                                | 3:21  |
| 10. | Animal Sacrifice                                                 |                                                | 4:24  |
| 11. | Humble Pi                                                        |                                                | 4:05  |
| 12. | 48 Laws Pt. 1                                                    |                                                | 4:58  |
| 13. | Francine                                                         |                                                | 5:21  |
| 14. | Drink Irish (featuring Slaine, Sick Jacken et Sean Price)        |                                                | 4:39  |
| 15. | Bon Voyage                                                       |                                                | 4:11  |

| 16. | Impossible Dream (featuring Sean Price et Bleu DaVinci) | 5:06 |